# Municipio de Kiheka
El municipio de Kiheka (en inglés: Kiheka Township) es un municipio ubicado en el condado de Camden en el estado estadounidense de Misuri. En el año 2010 tenía una población de 5056 habitantes y una densidad poblacional de 46,09 personas por km².

## Geografía
El municipio de Kiheka se encuentra ubicado en las coordenadas 38°1′1″N 92°41′25″O / 38.01694, -92.69028. Según la Oficina del Censo de los Estados Unidos, el municipio tiene una superficie total de 109.69 km², de la cual 108.46 km² corresponden a tierra firme y (1.13%) 1.24 km² es agua.

## Demografía
Según el censo de 2010, había 5056 personas residiendo en el municipio de Kiheka. La densidad de población era de 46,09 hab./km². De los 5056 habitantes, el municipio de Kiheka estaba compuesto por el 96.18% blancos, el 0.4% eran afroamericanos, el 0.47% eran amerindios, el 0.3% eran asiáticos, el 0.06% eran isleños del Pacífico, el 0.65% eran de otras razas y el 1.94% pertenecían a dos o más razas. Del total de la población el 2.31% eran hispanos o latinos de cualquier raza.